# EdiPa
ediPa （エディパ）は、株式会社エディパが運営するオンライン動画編集サービスである。
Webブラウザ上で稼働するオンデマンド・アプリケーション (SaaS) ＋ ソーシャル・ネットワーキング・サービス(SNS)であり、映像（動画）や静止画を編集し、それらに字幕や特殊効果などを付加できるリッチインターネットアプリケーションである。
制作した映像は、SNS機能を持つediPa内のユーザーアカウントページ上での公開のほか、外部のブログやホームページへ貼り付けることができる。またDVDへの映像出力も可能である。ediPaは2008年2月より運用開始した。

## 概要
インターネットに接続しているWebブラウザ上で、ユーザーがアップした映像や静止画、YouTubeからの映像へ、編集／エフェクト／字幕／BGMの付加が可能である。
映像のカット、結合、アルファチャンネル調整などといった映像編集から、字幕テロップや効果音などの様々な映像特殊効果を、リアルタイムかつ無料で利用できる。
ユーザーはメールアドレスを登録することにより、ediPaユーザーアカウントと、SNS機能を持つユーザーページがエディパ社から付与される。

## 主な機能
スタンプ・フレーム機能、効果音・BGM機能については、豊富なテンプレート集が、あらかじめ用意されており、ユーザーは著作権フリーで自由に使用することが可能。
- スタンプ・フレーム機能
- 字幕機能
- 手書き機能
- 効果音・BGM機能
- トランジション機能
- エフェクト機能
- カット機能

## アップロードの仕様
- 映像
  - MPEG形式、AVI形式、MOV形式、WMV形式、MP4形式、FLV形式（1ファイル　50MB以内）

- 静止画
  - GIF形式、JPEG形式、PNG形式（1ファイル　500KB以内）

- 音声
  - MP3形式（1ファイル　5KB以内）

## 制作した映像の公開レベル
ユーザーは制作した映像作品の公開レベルを、自由に設定して公表することができる。
- 全体に公開
- 友人まで公開
- 友人グループ指定公開
- パスワード公開
- 非公開

## ブログパーツ
制作された映像作品は、埋め込みのタグが自動的に生成される。ediPaの再生プレーヤーを外部のブログやホームページへ自由に貼り付けることができる。

## SNS機能
ほかのユーザーにメッセージを送ったり、招待状を送付することによるフレンド機能がある。

## eDivd（エディブイディー）
ediPaで制作した映像をDVD化するサービス。